# フレンテ・アトレティコ
フレンテ・アトレティコ（Frente Atlético）は、1982年に創設されたアトレティコ・マドリードのウルトラスのこと。2014年時点での会員総数は約2,500人となっており、スペインサッカー界において最も規模の大きいウルトラスである。メンバーの大半が極右的な思想を持つ。
2014年にクラブはフレンテ・アトレティコの追放やシンボルの掲示を禁止したが、現在もスタジアムに姿を現している。

## 歴史
母体となった団体は1968年に組織されたフォンド・スル（Fondo Sur）というグループであり、1982年のフレンテ・アトレティコ創設にあたっては創設メンバーの一部が所属していたファランヘ党の青年組織であるフレンテ・デ・フベントゥデスから名前を借りて現在の名称となった。
クラブはフレンテ・アトレティコ創設の際に資金援助などを行っていたが、創設初期には新興勢力を快く思わない他クラブのウルトラスと度々いざこざを引き起こした。
1998年12月8日、アトレティコ・マドリードのホームスタジアムであったエスタディオ・ビセンテ・カルデロンにて観戦に訪れていたレアル・ソシエダのサポーターが刺殺されるという事件が起こった。容疑者となったリカルド・グエラ（Ricardo Guerra）は、フレンテ・アトレティコ内のバスティオン（Bastión）と呼ばれるグループの一員だということがわかり、最終的に容疑者には殺人の罪で禁錮17年の判決が下された。
2014年11月30日、ビセンテ・カルデロン付近でデポルティーボ・ラ・コルーニャのウルトラスと激しい衝突を引き起こし、デポルティーボ側のウルトラスのメンバー一人に暴行を加えた後にスタジアム近くを流れるマンサナーレス川へ被害者を投げ込み、溺死させた。この事件を起因としてアトレティコ・マドリードは2014年12月2日、フレンテ・アトレティコをクラブから追放することを表明した。また、この一連の衝突では両方のウルトラスを合わせて75人が起訴され、それぞれ300から1,350ユーロの罰金刑を課された。これ以降目立った傷害事件は減少していったが、現在もスタジアムの南スタンドをフレンテ・アトレティコが占拠しており、過激な言動やメッセージを発信している。